# Shandong
Shandong ((kinesisk): 山东; pinyin: Shāndōng; betyder: bjerget-øst) er en provins i Kina. Den har et areal på 156 700 km² og totalt 91 250 000 indbyggere (2003). Provinshovedstad er Jinan. 
Den største by i Shandong-provinsen er Qingdao med ca. 7 mio. indbyggere (inkl. opland). Qingdao ligger ved bugt med en ideel naturhavn, der danner basis for en af Kinas vigste havnebyer og en betydningsfuld flådebase, der er hjemsted for Kinas nordflåde. Qingdao blev udvalgt som hjemsted for de olympiske sejlkonkurrencer under Sommer-OL 2008.
Provinsen betegnes som en af Kinas rigeste, og er landets førende område for produktion af bomuld, samt udvinding af guld og diamanter. Erhvervsmæssigt er det store virksomheder med kendte mærkevarer (såsom f.eks. Haier og elektronikmærket Hisense) som dominerer Shandongprovinsen.
Ledelsen i provinsen forsøger at tiltrække udenlandske, specielt Taiwanesiske, investeringer. Man lokker med lave løninger, god geografisk placering og vigtigst – et godt samarbejde med staten.

## Den Gule Flod
Tidligere har provinsen været stærkt præget af fattigdom og nød. Et af de historiske problemer har vært Den gule flods stadige kursforandringer og oversvømmelser. Floden har skiftevis haft udløb som fører floden gennem det nordvestlige Shandong (som nu) eller gennem det sydlige Shandong, og floden har  skiftet løb i større eller mindre grad mindst 26 gange i historisk tid. 
I 1899 blev flere års tørke og uår fulgt af en stor oversvømmelse fra floden; Det var samtidig i en periode med øget social ustabilitet efter at store mængder soldater var vendt hjem efter det kinesiske nederlag under den1. kinesisk-japanske krig i 1895. Samtidig var centralregeringen i Beijing hverken i stand til eller særlig optaget af at yde bistand, og befolkningens foragt for Qingstyrets  svaghed voksede. Vreden vendte sig også mod vestlige interesser som havde sikret sig flere havnebyer (Tyskland fik kontrollen med den vigtigste havn, Qingdao, i 1898) og som bygde og drev jernbaner i provins. De kristne misionærer var relativt spredt og ubeskyttede, og skulle blive vigtige mål for det oprør som ulmede i provinsen. I 1900 var bokseropstanden i fuld gang, og spredte sig fra Shandong over det meste af Kina. 
Kontrollen med Den gule flod blev et vigtigt projekt efter at oprøret var slået ned. Industrien blev udviklet, og fik tyngdepunkter i Qingdao, Jinan og senere omkring minebyen Zibo. Shenglifeltet, et af Kinas vigtigste oliefelter, blev udviklet i det nordlige Shandong fra 1964. 

## Administrative enheder
Shandong er inddelt i én subprovinsiel by og 16 bypræfekturer:
- Jinan (济南市, Jǐnán Shì – subprovinsiel by)
- Liaocheng (聊城市, Liáochéng Shì)
- Dezhou (德州市, Dézhōu Shì)
- Dongying (东营市, Dōngyíng Shì)
- Zibo (淄博市, Zībó Shì)
- Weifang (潍坊市, Wéifāng Shì)
- Yantai (烟台市, Yāntái Shì)
- Weihai (威海市, Wēihǎi Shì)
- Qingdao (青岛市, Qīngdǎo Shì)
- Rizhao (日照市, Rìzhào Shì)
- Linyi (临沂市, Línyí Shì)
- Zaozhuang (枣庄市, Zǎozhuāng Shì)
- Jining (济宁市, Jìníng Shì)
- Tai’an (泰安市, Tài’ān Shì)
- Laiwu (莱芜市|t=萊蕪市, Láiwú Shì)
- Binzhou (滨洲市|t=濱洲市, Bīnzhōu Shì)
- Heze (荷泽市, Hézé Shì)

## Myndigheder
Den regionale leder i Kinas kommunistiske parti er Liu Jiayi. Guvernør er Li Ganjie, pr. 2021.
- Wikimedia Commons har flere filer relateret til Shandong

36°24′N 118°24′Ø / 36.4°N 118.4°Ø